# Megyeri Endre
| Megyeri Endre                             | Megyeri Endre                             |
| Kattints az alábbi külső linkek egyikére! | Kattints az alábbi külső linkek egyikére! |
| ----------------------------------------- | ----------------------------------------- |
| Nem található szabad kép.(?)              |                                           |
| külső link · jogvédett                    | Megyeri Endre. Gőzgazdász. 2023.08.14.    |

Megyeri Endre (Újpest, 1929. január 25. – Budapest, 1986. április 14.) közgazdász, egyetemi tanár, dékán, rektorhelyettes.

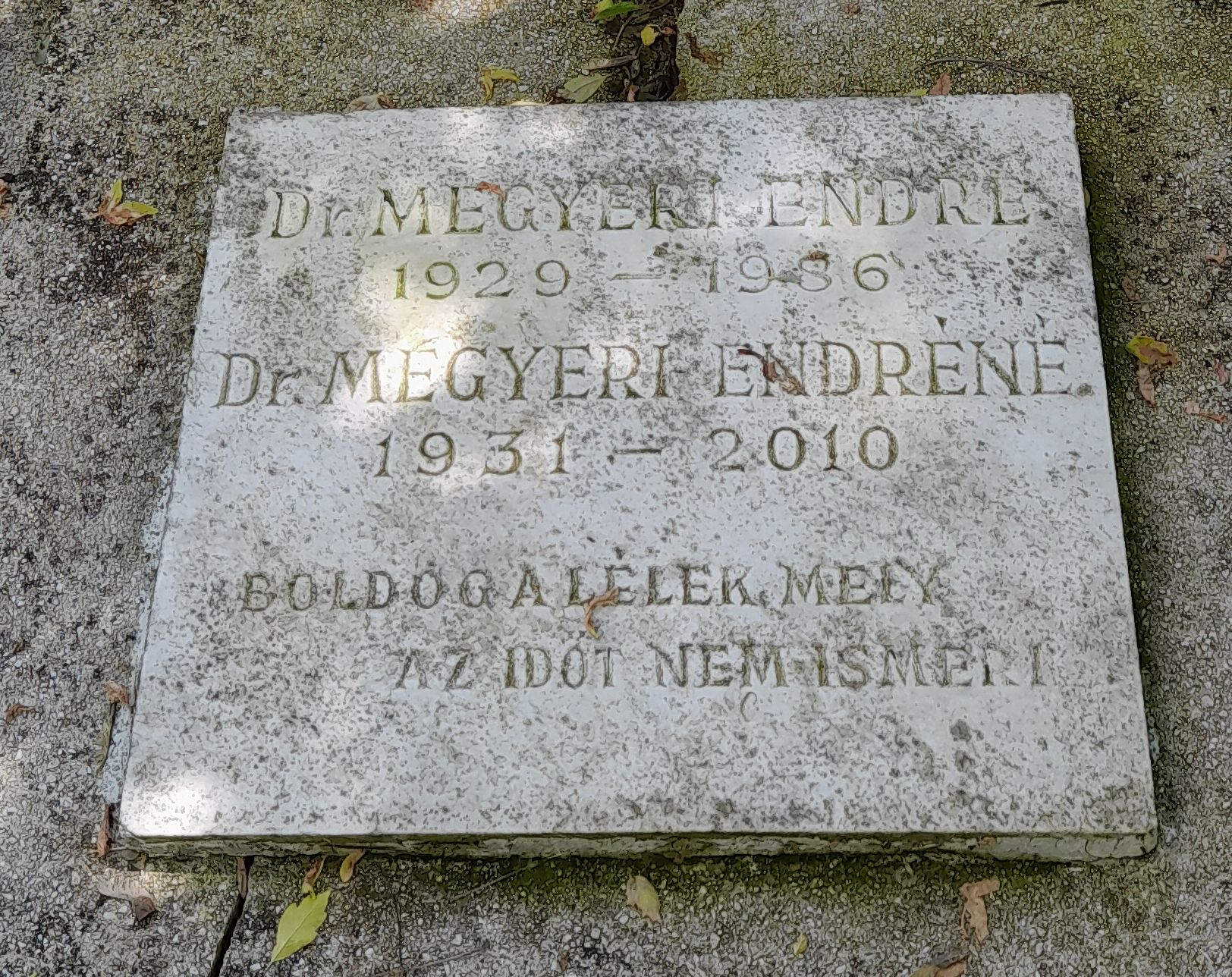
Sírfelirata a budapesti Megyeri temetőben, 2024-ben (44/0/1/17)

## Életpályája
1952-ben szerzett oklevelet a Marx Károly Közgazdaságtudományi Egyetemen. 1952-től haláláig a Marx Károly Közgazdaságtudományi Egyetem ipargazdaságtani tanszékének oktatója, 1955-ben egyetemi adjunktus, 1963–ban kandidátus, 1964-ben egyetemi docens, 1966-tól tanszékvezető docens  1967-től egyetemi tanár. Az Ipar Kar dékán helyettese (1962–65), dékánja (1965–68). Az MKKE tudományos rektorhelyettese (1974–77).

## Legfontosabb publikációi
- Ipargazdaságtan 2. (társszerző Szakasits György, Wilcsek Jenő, Budapest, 1966)
- Jövedelmezőség és vállalati érdekeltség az új gazdasági mechanizmusban. KJK. (Budapest, 1969)
- Jövedelemszabályozás és vállalati gazdálkodás. KJK. (Budapest, 1972)
- Erőforrás-értékelés és jövedelemszabályozás. KJK. (Budapest, 1976)
- A SZIMPO, számítógépes program. Az exportkövető árképzés rendszerében működő vállalatok szimultán alakítandó ár-, értékesítés-, nyereségpolitikájának megalapozásához kíván elemző számítások rendszerével és heurisztikus programozási eljárásokkal támogatást nyújtani.[2]
- Rugalmasabb anyagtervezést és gazdálkodást. Közgazdasági Szemle – 1963. 1. sz.[3]
- Vállalati nyereségérdekeltség és termelési optimum. Közgazdasági Szemle – 1967. 7-8. sz.[4]
- A vállalati beruházásgazdaságossági számítások néhány elvi-módszertani kérdése. Közgazdasági Szemle – 1969. 2. sz.[5]
- Ipari termelői árrendszerünk típusáról. Közgazdasági Szemle – 1972. 6. sz.[6]
- Optimal Utilization of Enterprise Funds and Some Problems of Measuring Effectiveness. Acta Oeconomica. 1973.  4. sz.[7]
- A vállalati alapok optimális kihasználása és a hatékonyságmérés néhány problémája. Közgazdasági Szemle – 1973. 10. sz.[8]

## Díjai, elismerései
- Munka Érdemrend arany fokozata (1979)